# 분익소작

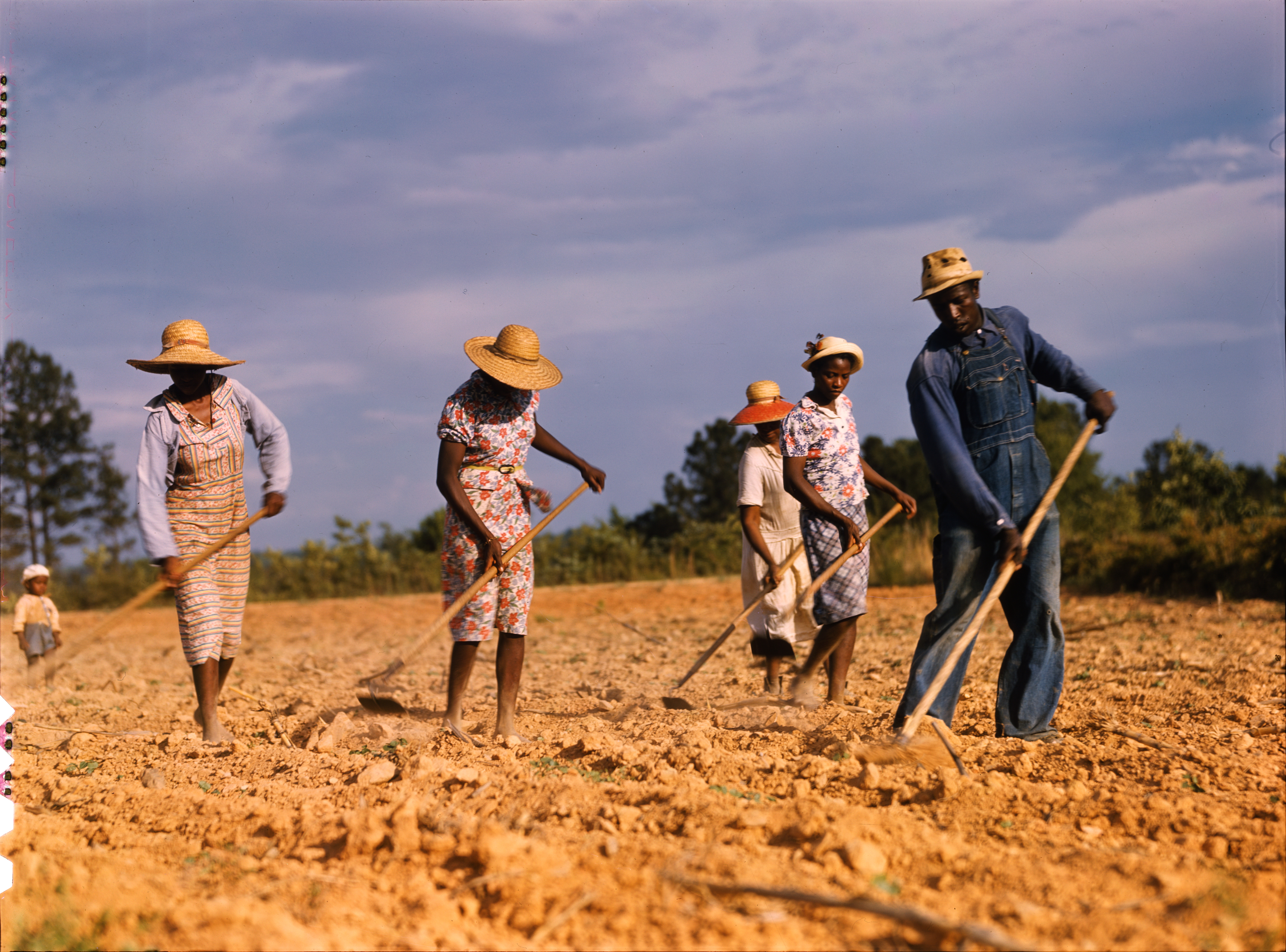

분익소작(sharecropping)은 지주가 임차인에게 토지를 사용하게 해준 대가로 그 토지에서 나온 생산의 일정 몫을 지주에게 주기로 하는 계약이다. 이렇게 계약한 소작인을 분익소작인(sharecropper)이라고 한다.
분익소작은 역사가 아주 오래된 제도이며, 다양한 상황에서 다양한 형태로 계약이 이루어져 왔다. 서남유럽권의 메타야지, 슬라브권의 Połownictwo 및 izdolshchina, 이슬람권의 무자라아, 중국의 전농제(佃農制), 조선의 지주전호제 등이 분익소작 제도의 사례라 할 수 있다.